# 흑성 마왕과 슈퍼 왕자
"흑성 마왕과 슈퍼 왕자"는 한국에서 제작된 박옥상 감독의 1987년 영화이다. 이종박 등이 주연으로 출연하였다.

## 출연

### 주연
- 이종박
- 김정식
- 이성미
- 엄용수

## 기타
- 조명: 장기종
- 녹음: 유창국